# Cosmic Girls
Le Cosmic Girls (우주소녀? ujusonyeo; 宇宙少女S yǔzhòu shàonǚ), anche note come WJSN, sono un gruppo musicale sudcoreano-cinese formatosi a Seul nel 2016 sotto Starship Entertainment e Yuehua Entertainment. Il gruppo, attualmente composto da 10 membri, ha debuttato il 25 febbraio 2016 con l'EP Would You Like?.
Originariamente un gruppo di 12 membri, Yeonjung è stata aggiunta al gruppo a pochi mesi di distanza dal debutto, a luglio 2016. I membri Xuanyi, Cheng Xiao and Meiqi hanno abbandonato il gruppo il 3 marzo 2023, dopo una pausa iniziata a settembre 2018.

## Storia

### 2015-2016: Formazione e debutto
Il 4 dicembre 2015 le etichette Yue Hua e Starship annunciano di voler lanciare insieme un gruppo di 12 membri diviso in 4 unità.
La prima unità ad essere annunciata, il 10 dicembre, è stata la Wonder composta dai membri Cheng Xiao, Bona e Dayoung poi la Joy, il 17 dicembre, composta dai membri Xuanyi, Eunseo e Yeoreum. Insieme le 2 unità rilasciano una cover di All I want for Christmas Is You di Mariah Carey. La prossima unità ad essere annunciata, il 24 dicembre, è stata la Sweet composta da SeolA, EXY e Soobin. Il 31 dicembre viene annunciata l'unità Natural composta da Meiqi, Luda e Dawon.
Il gruppo debutta il 25 febbraio 2016 con il mini album Would you like? che include i singoli Catch me e Mo Mo Mo. Il gruppo debutta sul palco di M Countdown il giorno stesso.
L'11 luglio la Starship annuncia che Yoo Yeonjung delle I.O.I si sarebbe unita al gruppo.
Il 13 agosto il gruppo rilascia il loro secondo mini album The Secret con 13 membri.

### 2017-2018: Primo album in studio, pausa di Meiqi, Xuanyi e Chengxiao e prima vittoria
Il 4 gennaio 2017 il gruppo pubblica il suo terzo mini-album: From.WJSN.
Il gruppo ha tenuto il suo primo concerto chiamato Would You Like - Happy Moment al Blue Square Samsung Card Hall dal 19 maggio al 20 maggio.
Il primo album in studio delle WJSN, Happy Moment, è stato pubblicato il 7 giugno 2017, con un totale di dieci tracce. Il brano principale dell'album s'intitola Happy. L'album si è classificato in prima posizione sulle classifiche di Hanteo dopo la pubblicazione.
Il 27 febbraio 2018 le Cosmic Girls pubblicano il loro quarto EP Dream Your Dream, contente 6 tracce, inclusa la principale Dreams Come True.
Il 1º giugno 2018 le Weki Meki e le WJSN formano il gruppo-progetto WJMK, pubblicando un singolo intitolato Strong.
Due membri cinesi, Meiqi e Xuanyi, nella prima metà del 2018 partecipano alla versione cinese dello show di competizione coreano Produce 101 (chiamato Produce 101 China). Su 101 concorrenti Xuanyi si è classificata al 2º posto, mentre Meiqi al 1°, risultando nella loro vittoria e nel loro debutto nel gruppo musicale Rocket Girls 101.
Il 19 settembre le WJSN pubblicano il loro quinto EP WJ Please?. Tuttavia, i membri cinesi del gruppo, Meiqi, Xuanyi e Chengxiao, non vi hanno partecipato. Meiqi e Xuanyi erano in fase di preparazione al loro debutto nelle Rocket Girls 101, mentre Chengxiao avrebbe fatto presto il suo debutto da attrice nel drama fantasy cinese Legend of Awakening.
Il 2 ottobre 2018 a The Show il gruppo si è guadagnato il suo primo trofeo in uno show musicale coreano.

### 2019-2020:WJ Stay?, album estivo,As You Wish,Neverlande le WJSN Chocome
L'8 gennaio 2019 le WJSN pubblicano il loro sesto EP WJ Stay?, con l'apripista La La Love. Anche in questa pubblicazione Xuanyi, Meiqi e Chengxiao non vi hanno partecipato, e dunque il gruppo ha continuato le sue promozioni con 10 membri.
Il secondo concerto del gruppo, Would You Stay - Secret Box, è stato tenuto tra il 2 e il 3 marzo alla Blue Square Imarket Hall.
Il 4 giugno le WJSN pubblicano l'album in edizione speciale For the Summer, consistente di cinque tracce, tra cui il singolo Boogie Up. Ad agosto 2019 tengono il loro primo tour intitolato WJSN 1st Mini Live 2019 "Would You Like?" Zepp Tour in Japan, con Tokyo come prima tappa.
Il 19 novembre esce As You Wish, il settimo EP, con il singolo eponimo.
Per il 2020 è stato pianificato il terzo concerto intitolato WJSN Concert "Obliviate", a partire dal 22 febbraio alla Olympic Hall di Seul, fino alla Toyosu PIT di Tokyo il 22 marzo. Tuttavia a causa della pandemia di COVID-19 il concerto è stato posticipato a data da destinarsi.
L'ottavo EP Neverland viene pubblicato il 9 giugno 2020, con la traccia principale Butterfly.
Il 23 settembre dello stesso anno le WJSN annunciano la loro prima subunità, le WJSN Chocome, composta dai quattro membri Luda, Soobin, Yeoreum e Dayoung. Il loro singolo di debutto Hmph! è stato pubblicato il 7 ottobre.

### 2021-presente: Unnatural,Queendom 2, Sequence e abbandono dei membri cinesi
Il 31 marzo 2021 viene pubblicato il loro nono EP Unnatural, con la title track eponima.
La seconda suddivisione del gruppo, le WJSN The Black, è stata annunciata il 26 aprile. L'unità è composta da Seola, Exy, Bona e Eunseo, e ha debuttato il 12 maggio dello stesso anno con il singolo Easy. A settembre le WJSN pubblicano un singolo promozionale per la piattaforma Universe, con il titolo Let Me In.
Le WJSN Chocome fanno uscire il loro secondo singolo Supper Yuppers il 5 gennaio 2022. Il 21 febbraio la loro partecipazione al programma televisivo musicale di Mnet Queendom 2 è stata confermata. Nel programma il gruppo sarà in competizione con altre artiste del panorama k-pop, ossia le Loona, Hyolyn, le Kep1er, le Brave Girls e le Viviz, e il suo intento è quello di stabilire la vera regina del k-pop.
Il 6 maggio la Starship ha annunciato che le WJSN avrebbero tenuto il concerto 2022 Cosmic Girls Concert Wonderland alla Olympic Hall a Seul l'11 e il 12 giugno.
Il 2 giugno 2022, giorno della finale, le WJSN sono le vincitrici della seconda stagione di Queendom. Il giorno seguente, annunciano che avrebbero pubblicato nuova musica il 5 luglio, dopo più di anno.
Il 3 marzo 2023, la Starship Entertainment ha annunciato che i membri Xuanyi, Cheng Xiao e Meiqi hanno lasciato le WJSN dopo la scadenza dei loro contratti. È stato anche annunciato che Luda e Dawon hanno scelto di non rinnovare i loro contratti, ma non hanno specificato se rimarranno nel gruppo.

## Formazione
- SeolA (설아) (2016-presente) – voce
- Bona (보나) (2016-presente) – voce
- Exy (엑시) (2016-presente) – Leader, rap
- Soobin (수빈) (2016-presente) – voce
- Luda (루다) (2016-presente) – voce
- Dawon (다원) (2016-presente) – voce
- Eunseo (은서) (2016-presente) – voce
- Yeoreum (여름) (2016-presente) – voce
- Dayoung (다영) (2016-presente) – voce
- Yeonjung (연정) (2016-presente) – voce

Ex Membri
- Xuanyi (선의; 宣仪) (2016-2018) – voce
- Meiqi (미기; 美岐) (2016-2018) – voce
- Chengxiao (성서; 程瀟) (2016-2018) – voce

### Sottogruppi
WJSN Chocome, che ha debuttato il 7 ottobre 2020 col singolo Hmph!. Formato da:
- Soobin (수빈)
- Luda (루다)
- Yeoreum (여름)
- Dayoung (다영)

WJSN The Black, che ha debuttato il 12 maggio 2021 con il singolo Easy. Formato da:
- Exy (엑시)
- Seola (설아)
- Eunseo (은서)
- Bona (보나)

## Discografia

### Album in studio
- 2017 – Happy Moment

### EP
- 2016 – Would You Like?
- 2016 – The Secret
- 2017 – From. WJSN
- 2018 – Dream Your Dream
- 2018 – WJ Please?
- 2019 – WJ Stay?
- 2019 – For The Summer
- 2019 – As You Wish
- 2020 – Neverland
- 2021 – Unnatural

### Singoli
- 2016 – Mo Mo Mo (모모모)
- 2016 – Catch Me (캐치미)
- 2016 – Secret (비밀이야)
- 2017 – I Wish (너에게 닿기를)
- 2017 – Happy (해피)
- 2018 – Dreams Come True (꿈꾸는 마음으로)
- 2018 – Save Me, Save You (부탁해)
- 2019 – La La Love
- 2019 – Boogie Up
- 2019 – As You Wish (이루리)
- 2020 – Butterfly
- 2021 – Unnatural
- 2022 – Last Sequence

### Singoli promozionali
- 2017 – Kiss Me (키스 미)
- 2017 – Great Ocean (태양)
- 2021 – Let Me In (per Universe)
- 2022 – Aura (영기) (per Queendom 2)

### Collaborazioni
- 2016 – Do Better (Con i Monsta X)
- 2018 – Strong (Con le Weki Meki)

## Tournée
- Would You Like (2017)
- Would You Stay: Secret Box (2018)
- 2020 WJSN Concert "Obliviate" (2020; posticipato)